# Generativ lingvistik
Generativ lingvistik utgör tidiga varianter av betonade kopplingar till automatteori och grammatiken (generativ grammatik) som ett system (en algoritm) för generering av språk i termer av mängder av välformade uttryck. Företrädare för den generativa lingvistiken är framförallt Noam Chomsky.